# Judith Magre
Judith Magre, född Simone Dupuis 20 november 1926 i Marseille, är en fransk skådespelerska och sångerska.

## Roller i urval
- 1955 – Kärleksmanöver
- 1957 – Oss älskare emellan
- 1958 – De älskande
- 1967 – Amor skjuter skarpt
- 1970 – Gangstern
- 1989 – Jesus från Montreal
- 2003 – Nathalie...
- 2008 – John Adams (TV-serie)
- 2016 – Elle